# Eugène Nicolas
Pour l'écrivain, voir Nicolas Genka.
Eugène Nicolas, né le 8 décembre 1879 à Champsac (Haute-Vienne) et mort le 26 février 1965 à Champsac, est un homme politique français.

## Biographie
Médecin de profession, il succède en 1902 à son père à la mairie de Champsac. Il est à 22 ans, le plus jeune maire de France. Son élection est invalidée parce qu'il n'a pas l'âge minimal de 25 ans. Le ministère de l'Intérieur lui confère la croix de la Légion d'honneur. Docteur en médecine à 25 ans, Eugène Nicolas s'était installé à Saint-Laurent-sur-Gorre où il remplaça un de ses oncles. Mobilisé d'août 1915 à mars 1919, il servit comme médecin auxiliaire ou aide-major. Peu de temps après sa démobilisation, il se fixe à Champsac où il poursuivra l'exercice de sa profession. Il est réélu en 1903 et 1904, de nouveau invalidé pour la même raison. Il est finalement définitivement installé maire en 1905. Il garde son poste jusqu'à son décès en 1965. En 1925, il est élu conseiller d'arrondissement et préside le conseil d'arrondissement de Rochechouart.
La fédération S.F.I.O. de la Haute-Vienne présente Nicolas aux élections sénatoriales du 20 octobre 1935, avec les deux sénateurs sortants Achille Fèvre et Léon Betoulle. Il est élu sénateur SFIO de la Haute-Vienne en 1935. Il ne participe pas au vote des pleins pouvoirs au maréchal Pétain le 10 juillet 1940. Il quitte alors la vie politique nationale.